# Den Østafrikanske Føderation
Den Østafrikanske Føderation er en påtænkt statsdannelse, der drøftes blandt medlemslandene af Østafrikanske Fællesskab (EAC) (Burundi, Rwanda, Kenya, Uganda og Tanzania).
Det Østafrikanske Fællesskab lancerede i juli 2010 det østafrikanske fælles marked med fri bevægelighed mellem medlemslandene, en fælles valuta i 2012, og sammenlægning til en enkelt politisk føderation i 2015. Den Østafrikanske Føderation’s valuta foreslås at genindføre den Østafrikanske shilling.
På 1.820.664 km ², ville Den Østafrikanske Føderation være den 4. største nation i Afrika og 16. i verden. Med en befolkning på 138.495.000, ville det også være den næstmest folkerige nation i Afrika (efter Nigeria) og den 11. i verden. Befolkningstætheden ville være 70 personer/km².
Landets BNP i alt ville være 131.772.000 tusind USD og være den 4. største i Afrika og 55. i verden. BNP pr. indbygger ville være 1.036 USD. Den almindelige befolknings sprog ville være swahili, og det officielle ville være engelsk. Den foreslåede hovedstad er den tanzaniske by Arusha, der ligger tæt på den kenyanske grænse. Arusha er Det Østafrikanske Fællesskabs nuværende hovedkvarter.
Udvalget mødtes til et fem-dages høringsmøde i Burundi den 14.-18. januar 2020, hvor det meddelte, at der skulle udarbejdes en konføderationsforfatning ved udgangen af 2021. Efter godkendelse af udkastet fra de seks ØK-stater efter et års konsultationer ville det østafrikanske forbund oprettes i 2023. Køreplanen for en fuld politisk føderation vil blive drøftet detaljeret på fremtidige møder.

## Andre foreslåede føderationer
- Europas Forenede Stater
- Afrikas Forenede Stater